# Asclepias amabilis
Asclepias amabilis är en oleanderväxtart som beskrevs av Nicholas Edward Brown. Asclepias amabilis ingår i släktet sidenörter, och familjen oleanderväxter. Inga underarter finns listade i Catalogue of Life.